# Nogometni Klub Dinamo Zagreb 1990-1991
Questa voce raccoglie le informazioni riguardanti il Nogometni Klub Dinamo Zagreb nelle competizioni ufficiali della stagione 1990-1991.

## Maglie e sponsor
Lo sponsor ufficiale per la stagione 1990-1991 è Samsung. In trasferta viene utilizzata una divisa interamente bianca, con inserti blu sulle spalle ornati da stelle bianche.
| Manica sinistra · Maglietta · Maglietta · Manica destra · Pantaloncini · Calzettoni | Manica sinistra · Manica sinistra · Maglietta · Maglietta · Manica destra · Manica destra · Pantaloncini · Calzettoni |

## Rosa
| N. |                       | Ruolo | Calciatore          |
| -- | --------------------- | ----- | ------------------- |
|    | Jugoslavia (bandiera) | P     | Miralem Ibrahimović |
|    | Jugoslavia (bandiera) | P     | Dražen Ladić        |
|    | Jugoslavia (bandiera) | D     | Željko Cupan        |
|    | Costa Rica (bandiera) | D     | Rónald González     |
|    | Jugoslavia (bandiera) | D     | Slavko Ištvanić     |
|    | Jugoslavia (bandiera) | D     | Zvonko Lipovac      |
|    | Jugoslavia (bandiera) | D     | Damir Lesjak        |
|    | Jugoslavia (bandiera) | D     | Zoran Mamić         |
|    | Jugoslavia (bandiera) | D     | Andrej Panadić      |
|    | Jugoslavia (bandiera) | D     | Saša Peršon         |
|    | Jugoslavia (bandiera) | D     | Željko Petrović     |
|    | Jugoslavia (bandiera) | D     | Muhamed Preljević   |
|    | Jugoslavia (bandiera) | C     | Dražen Besek        |
|    | Jugoslavia (bandiera) | C     | Zvonimir Boban      |

| N. |                       | Ruolo | Calciatore         |
| -- | --------------------- | ----- | ------------------ |
|    | Jugoslavia (bandiera) | C     | Josip Gašpar       |
|    | Jugoslavia (bandiera) | C     | Mladen Mladenović  |
|    | Jugoslavia (bandiera) | C     | Dražen Prskalo     |
|    | Jugoslavia (bandiera) | C     | Kujtim Shala       |
|    | Jugoslavia (bandiera) | C     | Vjekoslav Škrinjar |
|    | Jugoslavia (bandiera) | C     | Dževad Turković    |
|    | Jugoslavia (bandiera) | C     | Gregor Židan       |
|    | Jugoslavia (bandiera) | C     | Željko Adžić       |
|    | Jugoslavia (bandiera) | C     | Stjepan Deverić    |
|    | Jugoslavia (bandiera) | C     | Primož Gliha       |
|    | Jugoslavia (bandiera) | C     | Miljenko Kovačić   |
|    | Costa Rica (bandiera) | C     | Hernán Medford     |
|    | Jugoslavia (bandiera) | C     | Alen Peternac      |
|    | Jugoslavia (bandiera) | C     | Davor Šuker        |

## Calciomercato

### Sessione estiva
| Acquisti | Acquisti        | Acquisti          | Acquisti   |
| R.       | Nome            | da                | Modalità   |
| -------- | --------------- | ----------------- | ---------- |
| D        | Rónald González | Saprissa          | definitivo |
| D        | Saša Peršon     | Rijeka            | definitivo |
| D        | Željko Petrović | Budućnost         | definitivo |
| C        | Gregor Židan    | Olimpia Lubiana   | definitivo |
| A        | Željko Adžić    | Melbourne Croatia | definitivo |
| A        | Hernán Medford  | Saprissa          | definitivo |

| Cessioni | Cessioni            | Cessioni          | Cessioni   |
| R.       | Nome                | a                 | Modalità   |
| -------- | ------------------- | ----------------- | ---------- |
| D        | Dražen Biškup       | NK Zagabria       | definitivo |
| D        | Vlado Čapljić       | Željezničar       | definitivo |
| D        | Miodrag Đurđević    | Basilea           | definitivo |
| C        | Davor Matić         | fine carriera     |            |
| C        | Dražen Boban        |                   |            |
| C        | Dubravko Pavličić   | Rijeka            | definitivo |
| C        | Vjekoslav Škrinjar  | NK Zagabria       | definitivo |
| C        | Zoran Škerjanc      | Recreativo Huelva | definitivo |
| A        | Fabijan Komljenović | Rijeka            | definitivo |
| A        | Stanislav Komočar   | Olimpia Lubiana   | definitivo |
| A        | Nedeljko Topić      |                   |            |

### Sessione invernale
| Acquisti | Acquisti     | Acquisti        | Acquisti   |
| R.       | Nome         | da              | Modalità   |
| -------- | ------------ | --------------- | ---------- |
| A        | Primož Gliha | Olimpia Lubiana | definitivo |

| Cessioni | Cessioni        | Cessioni         | Cessioni   |
| R.       | Nome            | a                | Modalità   |
| -------- | --------------- | ---------------- | ---------- |
| D        | Rónald González | Sturm Graz       | definitivo |
| D        | Zvonko Lipovac  | Borac Banja Luka | definitivo |
| D        | Zoran Mamić     | Zemun            | prestito   |
| A        | Hernán Medford  | Rapid Vienna     | definitivo |

## Risultati

### Prva Liga

#### Girone di andata
| Titograd 5 agosto 1990 1ª giornata | Budućnost | 1 – 0 | Dinamo Zagabria | Pod Goricom (3,606 spett.) |

| Zagabria 12 agosto 1990 2ª giornata | Dinamo Zagabria | 2 – 1 | Velež Mostar | Maksimir (2,944 spett.) |

| Fiume 19 agosto 1990 3ª giornata             | Rijeka               | 0 – 0 | Dinamo Zagabria | Kantrida (3,301 spett.) |
| \| \| \| \| \| \| Tiri di rigore 1 – 3 \| \| |                      |       |                 |                         |
|                                              |                      |       |                 |                         |
|                                              | Tiri di rigore 1 – 3 |       |                 |                         |

| Zagabria 26 agosto 1990 4ª giornata | Dinamo Zagabria | 2 – 1 | Borac Banja Luka | Maksimir (9,168 spett.) |

| Belgrado 1º settembre 1990 5ª giornata | Partizan | 1 – 0 | Dinamo Zagabria | JNA Stadion (12,483 spett.) |

| Zagabria 15 settembre 1990 6ª giornata | Dinamo Zagabria | 2 – 0 | Zemun | Maksimir (7,825 spett.) |

| Novi Sad 26 settembre 1990 7ª giornata | Vojvodina | 3 – 1 | Dinamo Zagabria | Vojvodine (4,500 spett.) |

| Zagabria 29 settembre 1990 8ª giornata       | Dinamo Zagabria      | 1 – 1 | Osijek | Maksimir (3,894 spett.) |
| \| \| \| \| \| \| Tiri di rigore 1 – 3 \| \| |                      |       |        |                         |
|                                              |                      |       |        |                         |
|                                              | Tiri di rigore 1 – 3 |       |        |                         |

| Zagabria 7 ottobre 1990 9ª giornata          | Sarajevo             | 0 – 0 | Dinamo Zagabria | Koševo (3,894 spett.) |
| \| \| \| \| \| \| Tiri di rigore 5 – 4 \| \| |                      |       |                 |                       |
|                                              |                      |       |                 |                       |
|                                              | Tiri di rigore 5 – 4 |       |                 |                       |

| Zagabria 13 ottobre 1990 10ª giornata        | Dinamo Zagabria      | 1 – 1 | Hajduk Spalato | Maksimir (13,229 spett.) |
| \| \| \| \| \| \| Tiri di rigore 4 – 3 \| \| |                      |       |                |                          |
|                                              |                      |       |                |                          |
|                                              | Tiri di rigore 4 – 3 |       |                |                          |

| Subotica 21 ottobre 1990 11ª giornata        | Spartak Subotica     | 0 – 0 | Dinamo Zagabria | Gradski Stadion (1,600 spett.) |
| \| \| \| \| \| \| Tiri di rigore 2 – 4 \| \| |                      |       |                 |                                |
|                                              |                      |       |                 |                                |
|                                              | Tiri di rigore 2 – 4 |       |                 |                                |

| Zagabria 4 novembre 1990 12ª giornata | Dinamo Zagabria | 3 – 1 | Sloboda Tuzla | Maksimir (2,131 spett.) |

| Belgrado 18 novembre 1990 13ª giornata | Stella Rossa | 3 – 1 | Dinamo Zagabria | Stadio Stella Rossa (18,130 spett.) |

| Zagabria 25 novembre 1990 14ª giornata | Dinamo Zagabria | 2 – 1 | Rad Belgrado | Maksimir (2,267 spett.) |

| Zrenjanin 2 dicembre 1990 15ª giornata | Proleter Zrenjanin | 3 – 1 | Dinamo Zagabria | Karađorđev Park (4,800 spett.) |

| Zagabria 5 dicembre 1990 16ª giornata | Dinamo Zagabria | 2 – 0 | Radnički Niš | Maksimir (1,445 spett.) |

| Zrenjanin 9 dicembre 1990 17ª giornata | Željezničar | 1 – 3 | Dinamo Zagabria | Grbavica (4,800 spett.) |

| Zagabria 16 dicembre 1990 18ª giornata | Dinamo Zagabria | 3 – 0 | Olimpia Lubiana | Maksimir (1,117 spett.) |

### Coppa UEFA
| Bergamo 19 settembre 1990, ore 18:00 UTC+1 Primo turno | Atalanta        | 0 – 0 referto | Dinamo Zagabria | Atleti Azzurri d'Italia\| Arbitro: \| Peter Mikkelsen \| |
| Arbitro:                                               | Peter Mikkelsen |               |                 |                                                          |

| Zagabria 3 ottobre 1990, ore 18:15 UTC+1 Secondo turno | Dinamo Zagabria    | 1 – 1 referto | Atalanta | Maksimir\| Arbitro: \| Siegfried Kirschen \| |
| Arbitro:                                               | Siegfried Kirschen |               |          |                                              |

## Statistiche

### Statistiche dei giocatori
| Giocatore   | Campionato | Campionato | Campionato | Campionato |
| Giocatore   | Pres       | Gol        | Am         | Esp        |
| ----------- | ---------- | ---------- | ---------- | ---------- |
| Adžić       | 23         | 3          | -          | -          |
| Besek       | 8          | -          | -          | -          |
| Boban       | 26         | 16         | -          | -          |
| Cupan       | 8          | 1          | -          | -          |
| Deverić     | 7          | 2          | -          | -          |
| Gašpar      | 15         | 2          | -          | -          |
| Gliha       | 2          | 2          | -          | -          |
| González    | 5          | -          | -          | -          |
| Ibrahimović | 1          | -          | -          | -          |
| Ištvanić    | 30         | -          | -          | -          |
| Kovačić     | 6          | -          | -          | -          |
| Ladić       | 35         | -          | -          | -          |
| Lesjak      | 11         | -          | -          | -          |
| Lipovac     | 10         | -          | -          | -          |
| Mamić       | 1          | -          | -          | -          |
| Medford     | 14         | 3          | -          | -          |
| Mladenović  | 28         | 6          | -          | -          |
| Panadić     | 18         | -          | -          | -          |
| Peršon      | 28         | -          | -          | -          |
| Peternac    | 7          | -          | -          | -          |
| Petrović    | 32         | 2          | -          | -          |
| Preljević   | 21         | 1          | -          | -          |
| Prskalo     | 16         | 1          | -          | -          |
| Shala       | 24         | 8          | -          | -          |
| Skrinjar    | 21         | 1          | -          | -          |
| Šuker       | 32         | 22         | -          | -          |
| Turković    | 4          | -          | -          | -          |
| Židan       | 28         | 2          | -          | -          |